# Vosztok–4
A Vosztok–4 (oroszul: Восток-4 – Kelet) a Vosztok-program negyedik emberes küldetése volt, amelynek fő célja egy szimultán űrrepülés bemutatása volt egy másik, embert szállító űrhajó, a Vosztok–3 együttes repültetésével. A repülés másik fő céljaként a Szovjetunió űrszakemberei az űrrepülés emberi szervezetre gyakorolt hatásait vizsgálták (az akkoriban extrém hosszúnak számító) meghosszabbított repülési időtartamok közben. A Vosztok–4 1962. augusztus 12-én startolt a Bajkonuri űrrepülőtérről és 48 Föld körüli fordulatot tett. A kísérlet másik űrhajója, a Vosztok–3 egy nappal korábban, ugyanonnan startolt és 65 Föld körüli fordulatos repülést teljesített. A szimultán repülés 1962. augusztus 15-én ért véget, miután 7 perces különbséggel mindkét űrhajó landolt a kazahsztáni karagandai területen, a Balkas-tó térségében, egymástól 300 kilométer távolságban.
A legénységválogatásnál Szergej Koroljov és Nyikolaj Kamanyin szükségszerűen megtörve a korábban kialakult jelölési szisztémát, Pavel Popovicsot választotta, tartalékul pedig Vlagyimir Komarovot jelölték, míg a társűrhajóra az Andrijan Nyikolajev – Valerij Bikovszkij űrhajós/tartalék űrhajós páros került.
A kettős repülés során a két űrhajó 5 kilométerre megközelítette egymást, amit a nyugati média afféle űrrandevú kísérletnek értékelt, ám ez inkább csak a startidőpontok és az űrhajók pályájának precíziós összehangolása révén létrejött érdekesség volt, mintsem tudatos manőver, lévén a Vosztok űrhajó nem volt képes pályakorrekciós manőverek végrehajtására, így űrrandevú vagy összekapcsolódás végrehajtására sem.
Mind a Vosztok–3 és Vosztok–4 űrhajósai meglehetősen jól viselték az űrbéli körülményeket (eltérően az őket megelőző repülés tapasztalataitól), olyannyira, hogy végül az eredeti tervekkel ellentétben a repülés időtartama alatt a szovjet repülésekért felelős állami bizottság egy nappal meghosszabbította mindkét repülés időtartamát, így a Vosztok–3-on repülő Andrijan Nyikolajev időtartamrekordot állított fel, míg Pavel Popovics is a korábbi rekord időtartamának közel háromszorosát töltötte a világűrben.

## Személyzet
| Beosztás   | Kozmonauta                   | Kozmonauta                   |
| ---------- | ---------------------------- | ---------------------------- |
| Parancsnok | Pavel Popovics (2) űrrepülés | Pavel Popovics (2) űrrepülés |

Tartalék
| Beosztás   | Kozmonauta                      | Kozmonauta                      |
| ---------- | ------------------------------- | ------------------------------- |
| Parancsnok | Vlagyimir Komarov (2) űrrepülés | Vlagyimir Komarov (2) űrrepülés |

(1) Zárójelben a sikeres űrrepülések száma személyenként, beleértve ezt a missziót is.

## Előzmények

### Első Vosztok repülések
A szó hagyományos értelmében a Vosztok–program nem volt programszerű, küldetései nem előre tervezett, logikailag és/vagy technikailag egymásra épülő repülések voltak, hanem inkább egymástól független, egyedileg tervezett teljesítmények. A közös szál a repülések között a Szergej Koroljov vezette csapat által fejlesztett műszaki alap volt: egy interkontinentális ballisztikus rakétából kialakított hordozóeszköz, valamint az ezzel a világűrbe juttatandó űreszközök. Ezen űreszközök egyik fejlesztési iránya egy nagytömegű műhold/űrhajó páros volt, amelyet automata üzemmódban, műszerekkel, érzékelőkkel felszerelve – Zenyit néven – felderítő műholdként alkalmaztak, míg a kabinjába embert ültetve Vosztok űrhajóként az első emberes repülésekre használtak. A fejlesztési fázisban az „emberes műhold” elé a legfelsőbb szovjet politikai körök az ember – elsőkénti – űrbe juttatását tűzték ki, amellyel a Szovjetunió presztízsgyőzelmet arathatott az Egyesült Államok felett. A Vosztok–1-gyel a programban résztvevőknek sikerült bizonyítani az ezzel kapcsolatos technológiai, szervezési, tervezési, orvosi, képzési és egyéb képességeket. Jurij Gagarin néhány állatkísérletet követően mindjárt az első emberes repülésen sikerrel járt 1961. április 12-én és minden különösebb probléma nélkül egy teljes Föld körüli fordulatot teljesített űrhajója fedélzetén. A szovjetek ezzel teljesítették az elsődleges célt: elsőként juttattak embert a világűrbe, megelőzve az amerikaiakat (az első amerikai űrhajós, Alan Shepard csak nagyjából két héttel Gagarin repülését követően, 1961. április 25-én repült, de akkor sem orbitális pályán, csak egy ún. űrugrást teljesítve).
Ezt követően indult a Vosztok–2 tervezése, amelynek nyomán az újabb repülés egyrészt a képesség megerősítésének másrészt – Koroljov nem publikus, de egyre nyilvánvalóbb tervezési irányelvei szerint – egy még látványosabb teljesítmény végrehajtásának igényével startolt el és úgyszintén teljes sikert hozott a Szovjetuniónak. German Tyitov 1961. augusztus 6-án startolva már egy teljes napos – 17 keringéses – repülést teljesített. A fellépő (és a hivatalos tájékoztatásban elhallgatott) problémák ellenére ezt a repülést is teljes sikernek minősítették a szovjet illetékesek és az esemény propagandahatását is learatták a világsajtón keresztül. A Szovjetunió ezzel a két repüléssel óriási technológiai előnyre tett szert az űrversenyben, mivel a konkurens NASA „mindössze” Shepard űrugrásának megismétlésére volt képes.

### Tervezés
Tágabb értelemben véve a Vosztok–4 (és az őt megelőző repülés) tervezése közvetlenül Jurij Gagarin sikeres repülését követően, 1961 májusában kezdődött, amikor az OKB–1 kalinyingrádi gyára megrendelést kapott 18 darab Vosztok űrhajó megépítésére és leszállítására. A rendelés szerint a megrendelt darabok felét a Zenyit-programhoz, automata műhold kiépítésben, míg a másik felét a Vosztok-repülésekhez, ember űrbe juttatására alkalmas verzióban kellett a gyárnak előállítania. Ez a megrendelés egyben kijelölte a program jövőjét is: a döntéshozók jó néhány emberes repüléssel számoltak.
Szűkebb értelemben véve – és a Vosztok repülések tervezési filozófiájához híven – a tervezés a Vosztok–2 repülése után kezdődött meg. Szergej Koroljov 1961 szeptemberében, egy hónappal Tyitov sikerét követően egy hármas szimultán repülés ötletét vetette fel, mint lehetséges következő lépést a Vosztok-programban. (Szergej Koroljov tervezési filozófiájának másik sarokköve – a „csak a sikerek után lépünk tovább” gondolt mellett – a „minden repülésnek valamilyen jelentős újdonságot kell elérnie” alapelv volt, így a program tervezése a csoportos repülések, mint jelentős újítás felé fordult.) Koroljov elképzelései szerint a hármas repülést már 1961 novemberében végre lehetett volna hajtani. Az első, vázlatos elképzelés szerint három Vosztok űrhajó startolt volna, egy napos indításközökkel, egy-egy űrhajóssal a fedélzetükön, akik három-három napot töltöttek volna az űrben, így a harmadik napon egyszerre három űrhajó(s) keringett volna Föld körüli pályán, mielőtt a startjaik sorrendjében az űrhajósok sorban leszálltak volna.
Ahogy a Vosztok–2 egynapos időtartamának első felvetésekor, Koroljov ezzel az ötletével is egyedül maradt, a légierő illetékesei (köztük a vezérkari főnök Versinyin marsallal) és a repülőorvosok erőteljesen ellenezték a tervet Tyitov Vosztok–2-n tapasztalt elhúzódó rosszullétére hivatkozva. A vita egészen október végéig húzódott és Koroljov részleges vereségével végződött: a tripla szimultán repülés tervéből egy kettős repülésre redukálódott a tervezet. Az elhúzódó vita egyben veszélybe sodorta az eredeti 1961. novemberi startidőpontot is, amelynek aztán a végső kegyelemdöfést egy párthatározat adta meg, miszerint Vosztok-repülések helyett az első Zenyit felderítő műhold felbocsátásának kellett prioritást biztosítani (a propagandaelőnyök helyett a szovjet vezetés kézzelfogható katonai eredményeket is akart látni az űrprogramból). A véglegessé váló tervek szerint a politikai akaratot is figyelembe véve a program következő repülése a Zenyit–2 startja után a Vosztok–3 és Vosztok–4 együttes repülése lehetett 1962. januárjára előirányozva.
A Zenyit műhold és a Vosztok űrhajók sorsa nem csak a közös technikai alapok miatt forrt össze, hanem azért mert ugyanazt a rakétát és ugyanazt – az akkoriban egyetlen – indítóállást használták. Ezért a Párt verdiktje, miszerint előbb mindenáron a műholdnak kellett következnie, egyben meghatározta az emberes űrhajópáros indítását is: ha a műhold felbocsátása valamiért késést szenved, akkor szükségszerűen az űrhajóé is. Márpedig a Zenyit startja sorozatos problémákba ütközött és ezzel egyre hátrébb tolta a következő lehetséges Vosztok repülések időpontját. Először Kamanyin tábornok, az űrhajósok felelős vezetőjének 1962. február 8-i naplóbejegyzéséből derült ki, hogy a januárra tervezett startra a legoptimistább számítások szerint március közepén kerülhet sor (erre erősített rá Dimitrij Usztyinov marsall, miniszterelnök helyettes „parancsa”, hogy 30 napon belül készítsen fel két űrhajóst egy páros repülésre. Március 7-én Koroljov közölte Kamanyinnal, hogy a start április 5-10. közé csúszik, majd április közepén egy május 10-15. közötti start látszott valószínűnek.
Aztán 1962. április 26-án végre elstartolt a Koszmosz–4 néven bejegyzett első Zenyit kémműhold és sikeresen pályára állt. A siker beindította a Vosztok gépezetet, az űrhajósokat kijelölték és gyakorolni rendelték őket, valamint kijelöltek két startdátumot is: egy második Zenyit-startét május 5-10. közé és a páros Vosztok-startét május 20-30. közé. Ám a második Zenyit-start váratlan balesetbe torkollt, a rakéta első fokozata felrobbant miközben mindössze 300 méterre járt az indítóállástól, míg az egyik gyorsítórakéta az indítóállványra zuhant és jelentősen megrongálta azt. A javítások időszükséglete miatt a Vosztok űrhajók startja tovább csúszott (az indítóállás fejlesztéséért felelős vezető augusztus 1-t jelölte meg a sérülések kijavításának első lehetséges időpontjaként. Kicsit később Koroljov augusztus 5-10 közötti időszakot tűzte ki végső startdátumként.
A starthely helyreállítása a vártnál gyorsabban készült el, így a balesetet szenvedett műhold pótlására Koszmosz–7 jelzéssel már július 28-án felbocsátották az újabb Zenyit kémműholdat, amellyel szabaddá vált az út a Vosztok űrhajók indítására. Július 30-án össze is ült az illetékes állami bizottság és kitűzték a szimultán repülés startdátumait augusztus 9-re és 10-re. Ám még ekkorra is maradt probléma, ami a start további halasztására késztette a szakembereket, a két repülésre felkészítendő, éppen a Vosztok–4 repülésre szánt űrhajó (a 6-os gyári számú) még mindig műszaki problémákkal volt terhes. Olyannyira, hogy még két nappal tovább tolták a startdátumokat, a Vosztok–3-ét augusztus 11-re, a Vosztok–4-ét augusztus 12-re.
A start sorozatos késedelme egyúttal egy hosszas vitának is teret adott a repülése időtartamát illetően a tervezés fázisában. A vita Koroljov és Kamanyin között zajlott, előbbi mindenáron ragaszkodott a legalább 3 napos időtartamhoz, míg Kamanyin – a Tyitov repülése nyomán született orvosi véleményekre támaszkodva – az egynapos (legfeljebb a körülmények pozitív alakulásától függően két naposra megnyújtott) repülési időtartam mellett kardoskodott. A vita elsősorban tekintélyelvi alapon zajlott Koroljov és Kamanyin között, mivel Koroljov álláspontja rugalmas volt, ő akár 1-2 keringés után is kész lett volna megszakítani a repülést a Kamanyin hivatkozási alapjának számító orvosi probléma esetén és mivel technikai oldalról az űrhajót 10 napos élettartamra hitelesítették. A vita különböző fórumokon, üléseken zajlott, ahol különböző katonai, párt- vagy kormányfunkcionáriusok vettek részt a döntési folyamatban (az erősen „kapcsolati alapon” működő rendszerben hol Koroljovot, hol Kamanyint támogatva), amely végül Koroljov zseniális kompromisszumával jutott nyugvópontra. A főkonstruktőr ravaszul „a repülés legfeljebb három napig tart majd” kitételt vetette jegyzőkönyvbe a végső, július 18.-i ülésén, amit mindenki elfogadott (tudván, hogy a repülést felügyelő vezető ő maga lesz, azaz a repülés időtartamáról szóló döntés az ő kezében lesz).
Mindeközben éppen a hosszú repülési időre való tekintettel az űrhajósok egy új műveletet kezdtek el gyakorolni: a szabad lebegést. A Vosztok–3 és –4 űrhajósai engedélyt kaptak, hogy kicsatolják az ülés hevedereit és szabadon lebegjenek a kabinban. Ehhez Tu–104-es repülőgépeken végzett súlytalanság-szimulációkon gyakorolták be ezt az új műveletet.

### Legénységválasztás
A Vosztok-program űrhajósai folyamatos tréningben voltak 1961 elejétől (a Vosztok–1 repülés kiválasztási folyamata óta), de az újabb repüléseknél a már repült két űrhajósra nem számított Koroljov és Kamanyin. A megmaradt hét űrhajósjelöltből a következő repülésre 1962 februárjában történt egy előzetes szelekció, amelyben négy jelöltet emeltek ki: Nyikolajevet, Popovicsot, Nyeljubovot és Bikovszkijt (azért ilyen sokat, mert a szimultán repülés már akkor nyilvánvaló cél volt, amelyhez sok űrhajósra volt szükség). Azonban a folyamatos starthalasztások miatt a legénységgel kapcsolatos elképzelések is folyamatosan változtak, így amikor – a Zenyit műholdak sikeres felbocsátása után – kialakult a végleges startprogram, az erről döntő július 30.-i állami bizottsági döntésben már más űrhajósok szerepeltek a kiválasztottak között és számuk is ötre emelkedett: Nyikolajev, Popovics, Bikovszkij, Komarov és Volinov. A végleges kiválasztásra augusztus 7-én került sor. A jelöléseknél részben fennmaradt a korábbi szisztéma (az előző repülés tartaléka lehet a következő repülésre kiválasztott űrhajós), így Vosztok–3-ra Andrijan Nyikolajev kapta a parancsnoki kinevezést. Mivel azonban egyszerre több űrhajó is startolt, a Vosztok–4-hez el kellett szakadni a szisztémától, és az egyéni értékelések alapján egy abszolút újoncot, Pavel Popovicsot jelöltek ki rá. Tartalékul Komarovot jelölték (míg a korábbi repülésre Bikovszkijt), míg egy általános tartalék is kijelölésre került, Volinov személyében, aki egyszerre mindkét repülés alternatív tartaléka lett.

### AVosztok–3szólórepülése
A szimultán repülés szükségszerűen egy szólórepüléssel kezdődött, mivel a Vosztok űrhajók felbocsátására csak egyetlen indítóállás állt rendelkezésre. A Vosztok–3 1962. augusztus 11-én, helyi idő szerint 14:30-kor (UTC 8:30) startolt Tyura-Tamból, a bajkonuri űrrepülőtér 1-es indítóállásából. Nyikolajev a Szokol (Sólyom) rádió hívójelet kapta a kapcsolattartáshoz. A Vosztok rakéta (8K72K) a vártnak megfelelően működött. A start után 687 másodperc telt el és az űrhajó 166x218 kilométeres ellipszis pályára állt.
A repülés első körei az űrhajós egészségi állapotának monitorozásával teltek, mivel a Tyitov repülésén szerzett tapasztalatok miatt az orvosok erősen aggódtak és a műveleti szabályok értelmében a repülés további menetét is befolyásolta az űrhajós közérzete: rosszullét esetén lerövidítették volna a repülést és esetleg a szimultán repülésről is lemondtak volna. A negyedik keringésben Nyikita Hruscsov telefonbeszélgetést folytatott Nyikolajevvel. (Az űrhajós saját későbbi bevallása szerint a hívás elég jelképesre sikeredett, mivel az erős rádiózaj miatt alig a felét hallotta a pártfőtitkár mondandójának.) A pártfőtitkár a rádió követőhálózat szimferopoli állomásáról beszélhetett az űrhajóssal és egy érdekes újításként az űrhajó fedélzetéről sugárzott tévéfelvételeken is láthatta „beszélgetőpartnerét”. Három keringéssel később nemcsak Hruscsov, hanem a szovjet televíziónézők tömegei is betekintést nyerhettek a repülésbe, amikor Moszkvából a kabinba szerelt két kamera révén a világ első világűrből sugárzott tévéadását adták nyilvános adásba. A repülés legfontosabb újítása volt, hogy az űrhajós kísérletképpen kicsatolhatta magát az ülésből és szabadon lebeghetett. Az orvosok aggodalmai ellenére az űrhajós mindvégig jól érezte magát, a szabad lebegés sem okozott rosszullétet a számára. A repülés első napja 22:00 órakor ért véget az űrhajós számára, amikor aludni tért.

## A repülés

### A start és a szimultán repülés
A műveleti terv szerint mindössze egy nap múlva fel kellett bocsátani a Vosztok–4-et, ezért a Vosztok–3 startja után azonnal megkezdődött a következő űrhajó indításának előkészítése a Koroljov által elképzelt többnapos szimultán repülés teljesítésére. A mérnökök rohammunkában rendbehozták a tornyot, és felkészítették a következő startra, míg a felkészítőcsapat másik része kigördítette az összeszerelő csarnokból a rakétát és felállították az indítóállásban. A startra a tervek szerint, helyi idő szerint 1962. augusztus 12-én 14 óra 2 perc 33 másodperckor (UTC 8:02:33) került sor. Az űrhajós a Berkut (Szirti sas) rádió hívójelet kapta. Az időzítésnek rendkívül fontos szerepe volt, tekintve, hogy az irányítás szerette volna, ha a két űrhajó minél jobban megközelíti egymást az űrben, vagy az éppen Tyura-Tam felett elhaladó Vosztok–3-ból Nyikolajev láthassa az éppen a világűrbe induló rakéta füstcsóváját (és így lényegében társa startját). A korábban startoló űrhajó ugyanis éppen Bajkonur felett haladt át a start időpontjában és Nyikolajevnek kifejezett feladata volt, hogy az űrhajó térbeli helyzetét úgy változtassa meg, hogy rálásson a starthelyre és lehetőség szerint megfigyelje a társűrhajó startját. (Nyikolajevnek a rakétát és az űrhajót magát nem volt esélye megpillantani, azonban a startkor keletkező lángcsóva fényét, vagy még inkább a rakéta akár több tíz kilométeres kondenzcsíkját esélye volt megpillantani. Azonban a próbálkozás nem sikerült, Nyikolajev nem látta semmi jelét a startnak.) A Vosztok–4 azonban a megfigyelési kísérlet kudarca ellenére tökéletesen pályára állt, 159 x 211 kilométeres ellipszis pályája előrevetítette az első repülési kísérlet, a másik űrhajó maximális megközelítésének sikerét.
A repülés legnagyobb szenzációja már rögtön a legelső keringésben eljött: a két űrhajó nagyjából 5 kilométerre megközelítette egymást. A „közelítés manővere” már a jövőt szolgálta (a megszokott propagandacélok mellett). 1962 közepén ugyan még csak ez első embert szállító űrhajók indultak az űrbe, ám John F. Kennedy elnöknek a Hold elérését célzó kihívása nyomán a két nagyhatalom űrprogramja már az oda való eljutás technológiáit kutatta, amelyekben legalább egy pont közös és egyúttal biztos volt, bármiféle holdrepüléshez űrrandevúkra van szükség, amelyekhez pedig manőverezésre képes űrhajókra. A nyugati szakemberek – akik nem tudták, hogy a Vosztok űrhajó képes-e manőverezésre – izgatottan várták, hogy mikor reptet a Szovjetunió két űreszközt egyszerre és azokkal megpróbálják-e az összekapcsolódást. A szovjetek pedig egyrészt „megfeleltek a Nyugat várakozásainak”, azaz megpróbálták szimulálni a két űrhajó közötti megközelítést, másrészt értékes tapasztalatokat szereztek. Bár maga a maximális közelítés mindössze a startidőpontokkal és pályaszinkronizációval való zsonglőrködés volt, mintsem egy irányított manőver, a Koroljov terveiben szereplő következő, manőverezhető űrhajótípus, a Szojuz tervezett repülési profilja szerint két űrhajó közötti összekapcsolódáshoz 20 kilométeren belülre kell hozni az űrhajókat a pályájuk szinkronizálásával (passzív módon), hogy aztán a fennmaradó távolságot kelljen csak aktív manőverekkel áthidalni. A Vosztok–3 és –4 első keringésbeli pályaszinkron manővere igazolta, hogy a két űrhajó a megkívánt 20 kilométeren belülre hozható pusztán a keringésük tervezésével. Popovics egy repülés utáni konferencián azt állította, hogy észlelte a társűrhajót keringés közben „mint egy nagyon pici holdacskát”, de a későbbi valódi űrrandevús tapasztalatok alapján ez inkább csak a propaganda része lehetett, a valóságban az űrhajósok egyszer sem pillantották meg a repülés alatt egymás űrhajóját. A két űrhajó egymás közeli repülésére csak nagyon rövid ideig állt fenn, a keringés végére a pályák apró eltérései 850 kilométerre növelték a korábbi 5 kilométeres minimumot.
A repülés hátralevő idejében az űrhajósoknak nem volt komolyabb tennivalója, mindössze néhányszor kellett az irányítás utasítása szerint az űrhajójuk térbeli helyzetét megváltoztatni, vagy pár kisebb tornagyakorlatot végezni (már amit az apró kabin adta fizikai korlátok megengedtek). A napi rutin részét képezte a napi négyszeri étkezés, amelynek menüjében vagdalthús, borjúsült, csirkemell filé, sütemények, édességek, péksütemények, kolbász, drazsék és csokoládé szerepelt. Az űrhajózással kapcsolatos napi teendők között a földfelszín filmezése és egyszerű vizuális megfigyelések voltak, emellett rádión folyamatosan tartották egymással a kapcsolatot. A két űrhajós programja szinte teljesen megegyezett (egyszerre ettek, vagy aludtak, vagy végezték a teendőiket), legfeljebb a megfigyelési területük volt különböző: Nyikolajev a földfelszínt figyelte meg, míg Popovics a horizontot és a terminátor körüli területeket vette megfigyelés alá.

### A repülés meghosszabbítása
A szimultán repülés második napjára, 1962. augusztus 13-án a repülések feletti döntéseket hozó állami bizottság tagjainak véleménye változáson ment keresztül, az eredetileg elhatározott „a Vosztok–3 három napig repül, míg a Vosztok–4 kettőig” időtartam helyett felmerült, hogy Nyikolajev repülését meg kéne hosszabbítani 4 naposra. Ez ellen csak az űrkabin hőmérsékletének csökkenése vetett fel egy ellenérvet – ám ez a műveleti tervben rögzített biztonságos értékhatárokon belül maradt –, a bizottság többsége a hosszabbítást támogatta. Ez egyben azt is jelentette, hogy a Vosztok–4 is egy nappal tovább repül. Augusztus 14. hajnalban megszületett a döntés, hogy a Vosztok–3 repülését 4 naposra, a Vosztok–4-ét pedig 3 naposra terjesztik ki.
Az űrhajósok a hosszabbítás egy napja alatt további földmegfigyeléseket végeztek, valamint az irányítás utasítására élettani kísérletet is végeztek, amikor a fejük hirtelen rángatásával megpróbálták Tyitov rosszullétének okait keresni. Popovics „csak némi a normálistól való eltérést” jelentett, Nyikolajev semmiféle rosszullétet nem érzett, Tyitov negatív tapasztalatainak nem sikerült a végére járni.
Aztán a hosszabbítás napjának éjszakáján felmerült a Vosztok–4 repülésének meghosszabbítása is. Maga Hruscsov telefonált Tyura-Tamba, hogy vizsgálják meg Popovics repülésének a meghosszabbítását is, hogy miközben Nyikolajev leszáll, ő még tovább repül és ő is 4 napos repülést teljesít. Ennek azonban már több ellenzője is volt, mondván a leszállási zóna is számottevően arréább tevődik és a mentőcsapatok áthelyezése problémákat vethet fel, ráadásul a nap során a Vosztok–4-ben – hasonlóan a Vosztok–3-on egy nappal korábban tapasztaltakhoz –erősen csökkenni kezdett a hőmérséklet (11-12 °C-ra, nagyon megközelítve a 10 °C-os biztonsági limitet). Az állami bizottság mégis meghozta a hosszabbításról szóló döntést. Augusztus 15-én hajnalban azonban az irányítás észlelte, hogy a hőmérséklet tovább zuhant és a 10 °C-os limit alá esett, ráadásul a páratartalom is 35%-ra csökkent. Az űrhajós jelentette is, hogy „A hőmérséklet és a páratartalom folyamatosan csökken és már megpróbáltam minden tőlem telhetőt, de a csökkenés folytatódik”. Ez a változás felülírta Hruscsov és a hosszabbításról döntést hozó bizottság szándékait és elhatározás született, hogy Popovicsot lehozzák, amint az űrhajó pályája egy szovjet területen történő leszállást tesz lehetővé. A biztonsági limit ellenére is volt azonban olyan döntéshozó a bizottságban, aki a repülés folytatása mellett érvelt. Ezt az újrakezdődő vitát zárta le Popovics újabb rádióüzenete: „egy zivatart figyelek meg éppen”. A rádióforgalmazásban azonban volt egy titkos kódnyelv is, bizonyos szavaknak az irányítás számára más jelentésük volt, mint a valós értelmük (így lehetett az adást esetleg fogó kivülállók elől elrejteni a problémákat), a „zivatar” kifejezés másodjelentése pedig a „komoly rosszullétem van” volt. Az irányítás – a külső szemlélők számára talán érthetetlen módon – erre az üzenetre válaszul az űrhajós hogyléte felől érdeklődött, aki válasza szerint közben rájött a hibás szóhasználatra: „Kitűnően érzem magam. Egy meteorológiai zivatart figyeltem meg villámokkal”. De a repülésvezetők éltek a gyanúval, hogy Popovics rosszul van, csak büszkeségből nem vallja be. Ezután meg is született a döntés, a lehető leghamarabb lehozzák a két űrhajót, majd közölték a verdiktet az űrhajósokkal is, a két űrhajó egyszerre száll le a tervek első módosított változata szerint: a Vosztok–3 a 65., a Vosztok–4 a 48. keringésben.

### Leszállás
A Vosztok–4 leszállására 1962. augusztus 15-én, 2 nap 22 óra 56 perc repülés után 6:59-kor (UTC) a 48. keringés végén került sor. A leszállásra (moszkvai idő szerint) a reggeli órákban került sor, amely egy 6 perces fékezőmanőverrel kezdődött és a Vosztok–programban „hagyományosan” alkalmazott módon (a végső szakaszban az űrhajós katapultálásával és az űrkabintól külön ejtőernyőn való leereszkedésével) fejeződött be. A leszállási hely ezúttal Kazahsztán területére, egy a karagandai területen, a Balkas-tótól északnyugatra fekvő pontra esett.
A Vosztok–3 hét perccel korábban ért földet, 65 keringés megtétele után, ugyancsak a karagandai területen, csak 290 kilométerrel keletebbre.